# Mark Noorlander
Mark Noorlander (Gouda, 27 januari 1971) is een voormalig Nederlands profvoetballer die speelde als verdediger. Hij kwam uit voor Sparta Rotterdam en ADO Den Haag, en speelde daarna voor de amateurs van Katwijk, Kozakken Boys en ARC.
Noorlander maakte zijn debuut in het Nederlandse betaalde voetbal op 9 oktober 1994 in de competitiewedstrijd Sparta-FC Volendam onder leiding van trainer-coach Han Berger. Sparta won dat duel met 2-0 door treffers van Ron van den Berg en Gérard de Nooijer.

## Statistieken
- Lijst van spelers van ADO Den Haag
- Lijst van spelers van Sparta Rotterdam